# Brünnelkirche (Ujest)

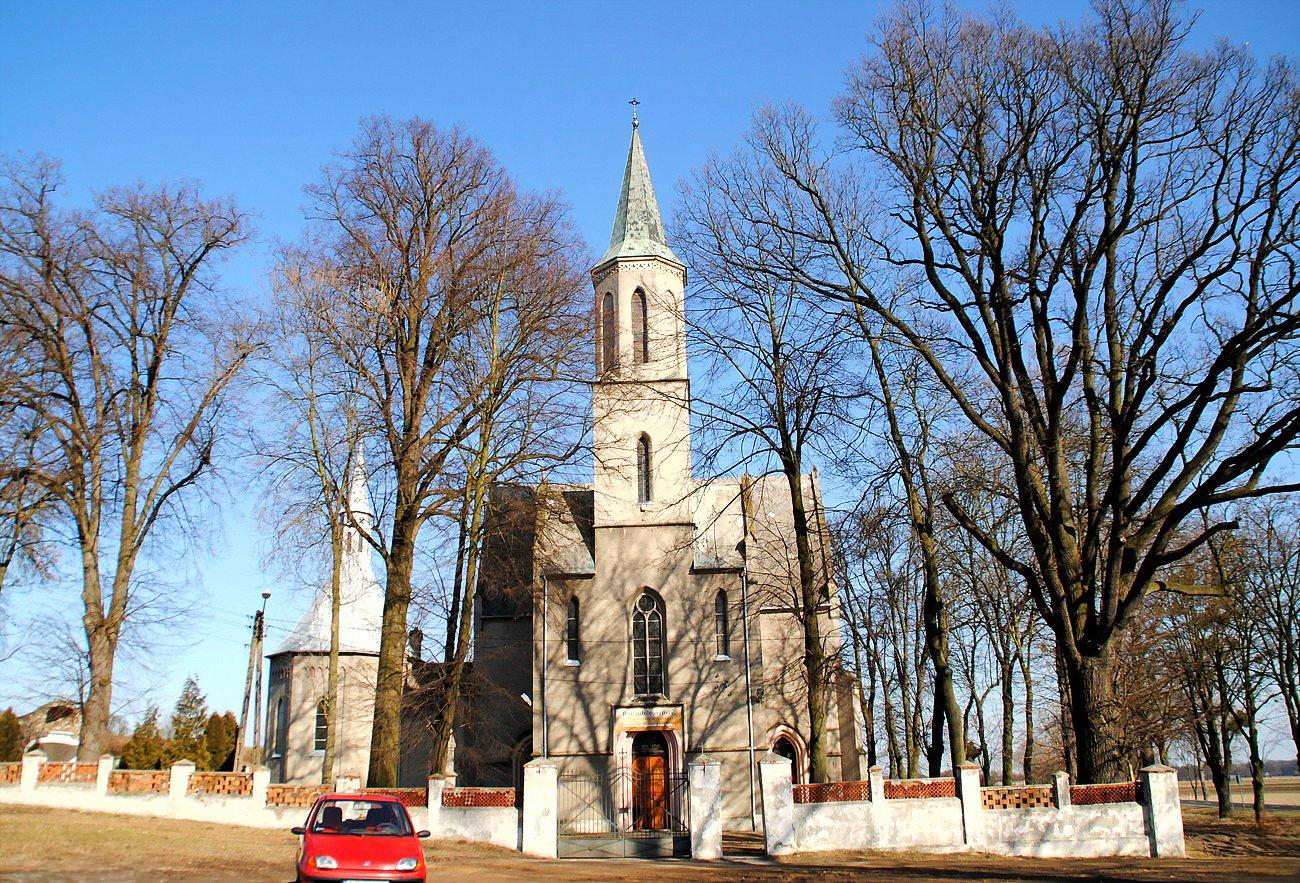
Die Brünnelkirche

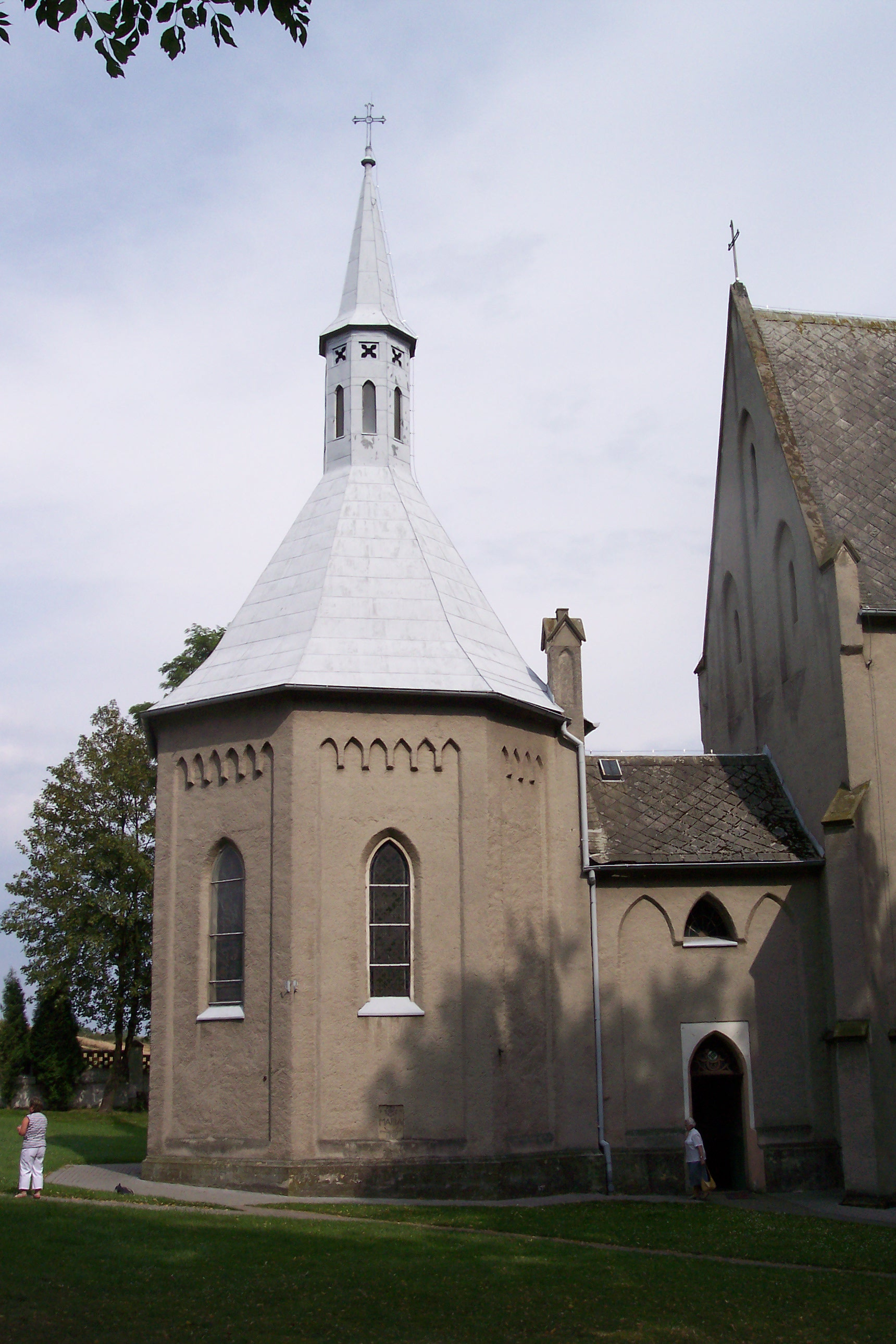
Die Gnadenkapelle, eine Seitenkapelle der Brünnelkirche

Die Brünnelkirche oder auch Kirche Mariä Brunnen bei Ujest in Polen ist eine römisch-katholische Feld- und Wallfahrtskirche aus dem 19. Jahrhundert im Tal der Klodnitz. Sie wurde über einem Brunnen errichtet, der als Heilquelle galt, ist der heiligen Jungfrau Maria bzw. Mariä Heimsuchung geweiht, massiv und im neogotischen Stil gehalten. Sie befindet sich östlich der Stadt an der Landstraße von Ujest nach Pyskowice (Peiskretscham). 
Sie gehört als Filialkirche zur nahen Pfarrkirche St. Andreas in Ujest und wird nur noch zur privaten Andacht genutzt.

## Geschichte
Eine erste Kapelle an der Stelle der heutigen Kirche wurde 1749 auf Initiative des Vikars Gregor Janas errichtet. Hier befand sich eine Quelle mit eiskaltem Wasser mit heilender Wirkung. Die Feldkapelle bestand aus Holz, überdeckte die Quelle und hatte einen kleinen Turm ohne Glocken und fasste bis zu 200 Personen. Der Bau wurde mit Beiträgen und der Unterstützung der ansässigen Bürger und anderen Wohltätern realisiert. Um die Kapelle wurden Pappeln gepflanzt.
Nach rund 100 Jahren wurde die Holzkapelle baufällig und ein Neubau war notwendig geworden. Am 30. Januar 1852 kamen in der Ujester Pfarrei drei Bürger zusammen, der Ratsmann und Pfefferküchler Franz Mrozik, der Tischlermeister Josef Dachnowski und der Webermeister Josef Gojny. Diese bekundeten den Wunsch, einen Neubau der Kapelle Mariä Brunnen zu ermöglichen und unentgeltlich zu unterstützen. Mrozik erklärte sich bereit, die nötigen Steine für den Bau aus seinem Steinbruch bei Jeschona zu liefern. Gojny ließ Ziegel anfertigen. Dachnowski verpflichtete sich zur Anfertigung von drei Altären. Am 9. Dezember 1854 erklärte sich der Seilermeister Johannes Roskosch bereit, Teile seines angrenzenden Grundstücks abzutreten.
Zwar wurde der Architekt Alexis Langer um die Anfertigung einer Zeichnung für den Neubau gebeten, doch die Kosten für eine Realisierung des Baus hätten die Mittel des Bauherren erheblich überstiegen. So wurde Karl Heinze aus Ujest mit der Ausarbeitung eines neuen Plans beauftragt.
Kommissarius Kania aus Ponischowitz legte 1858 im Beisein vieler Gläubigen den Grundstein. Am 16. Mai 1861 wurde die Kirche vollendet, Bauherr Pfarrer Möser ließ den Turmknopf mit der von ihm verfassten Urkunde anbringen. Aus dem Holz der alten Kapelle ließ Pfarrer Möser ein Blockhaus für einen Einsiedler bauen, der die Kirche bewachen und Ministrantendienste leisten sollte. Für diesen Posten meldete sich der Tertiar Johannes Loch aus Chronstau.
Das Altarbild der seitlich angebauten Gnadenkapelle zeigt eine Nachbildung der Muttergottes von Tschenstochau. Das Hauptfest in der Kirche fand immer am Sonntag nach Mariä Heimsuchung (2. Juli) statt.